# Westelijke gestreepte prinia
De westelijke gestreepte prinia (Prinia gracilis) is een zangvogel uit de familie Cisticolidae. Volgens een in 2021 verschenen onderzoek is de soort opgesplitst in een westelijke en een oostelijke soort op basis van morfologie, zang en mitochondriaal DNA .

## Kenmerken
De westelijke gesteepte prinia — hoewel behorend tot een totaal andere familie — lijkt op de maquiszanger. Beide zijn kleine vogels met een lange staart (10-11 cm). De gespreepte prinia is lichter gekleurd en mist de duidelijke lichte wenkbrauwstreep. Kenmerkend is de getrapte staart met aan de onderkant een afwisselend zwarte en witte rand. Deze prinia is net als de maquiszanger een actieve en weinig schuwe vogel die een karakteristiek geluid maakt: een ratelende triller.

## Verspreiding en leefgebied
De westelijke gestreepte prinia komt voor in een groot gebied dat reikt van het dal van de Nijl, het noordoosten van Afrika en het Arabisch Schiereiland. Het is een vogel van struikgewas in droge gebieden, maar ook in de buurt van waterlopen in riet en in agrarisch gebied. 
Er zijn zeven ondersoorten:
- P. g. palaestinae: van Libanon tot noordwestelijk Saoedi-Arabië.
- P. g. natronensis: Natronvallei in noordelijk Egypte,
- P. g. deltae: van de Nijldelta (noordelijk Egypte) tot westelijk Israël,
- P. g. gracilis: langs de Nijl van Cairo (noordelijk Egypte) tot Midden- en Noord-Soedan en noordelijk Somalië,
- P. g. yemenensis: westelijk Saoedi-Arabië, Jemen en zuidelijk Oman
- P. g. hufufae: noordoostelijk Saoedi-Arabië en Bahrein,
- P. g. ashi: zuidoostelijk Somalië

## Status
De westelijke gestreepte prinia heeft een groot verspreidingsgebied en daardoor alleen al is de kans op uitsterven uiterst gering. De grootte van de populatie is niet gekwantificeerd. Er is geen aanleiding te veronderstellen dat de soort in aantal achteruit gaat. Om deze redenen staat deze prinia als niet bedreigd op de Rode Lijst van de IUCN.